# غدكلو
غدكلو هي قرية في مقاطعة ملكان، إيران. عدد سكان هذه القرية هو 1,291 في سنة 2006.